# Жан-Пол Абало
Жан-Пол Абало Яови (на френски: Jean-Paul Abalo Yaovi) е футболист национал от Того, защитник.

## Биография
Роден е на 26 юни 1975 г. в град Ломе, Того.
Капитан на националния отбор на Того. Участник на Световното първенство по футбол в Германия през 2006 г.  Още в първия мач срещу Южна Корея Абало получава червен картон и отборът губи с 1 на 2.

Към 19 май 2006 г. има 64 мача за националния отбор.
Играч на кипърския АПОЕЛ.

## Кариера
- 1994-1995: Шатору
- 1995-2005: Амиен
- 2005-2006: Дюнкерк
- 2006-: АПОЕЛ

## Успехи
- Финал на турнира за Купата на Франция през 2001 г. с отбора на Амиен.